# Mops spurrelli
Mops spurrelli là một loài động vật có vú trong họ Dơi thò đuôi, bộ Dơi. Loài này được Dollman mô tả năm 1911.